# Каярлык
Каярлык   (алт. Кайырлык) — село в Онгудайском районе Республики Алтай России. Входит в состав Елинского сельского поселения. 

## География
Расположено в  горно-степной зоне  центральной части Республики Алтай и находится у реки Каерлык.
Уличная сеть состоит из пяти географических объектов: ул. Мес-Дьаны, ул. Подгорная, ул. Сас-Дьаны, ул. Тос-Ором, ул. Центральная

## Население
| 2010 | 2011 | 2012 | 2013 | 2014 | 2015 |
| ---- | ---- | ---- | ---- | ---- | ---- |
| 200  | →200 | ↘198 | ↗202 | ↗208 | ↘197 |
| 2016 |      |      |      |      |      |
| ↘195 |      |      |      |      |      |

Национальный состав
Согласно результатам переписи 2002 года, в национальной структуре населения алтайцы составляли 100 % от общей численности населения в 226 жителей.

## Инфраструктура
МБОУ "Каярлыкская начальная общеобразовательная школа".
Личное подсобное хозяйство. Животноводство.

## Транспорт
Конечный пункт автодороги регионального значения «Ело - Каярлык» (идентификационный номер 84К-17) протяженностью 11,892 км. (Постановление Правительства Республики Алтай от 12.04.2018 N 107 «Об утверждении Перечня автомобильных дорог общего пользования регионального значения Республики Алтай и признании утратившими силу некоторых постановлений Правительства Республики Алтай»).
Просёлочные дороги.